# 田畑方式
田畑方式（たばたほうしき）は、政治資金パーティーのパーティー案内状の表記方式のひとつで案内状上に”ご入金のみ”と記載するものである。自由民主党の衆議院議員田畑裕明により考案された。

## 概要
政治資金パーティーは政治資金規正法において規定されており、案内状やパーティー券などに『この催物は、政治資金規正法第八条の二に規定する政治資金パーティーです。』と記載しなければならない。（対価の支払者への事前告知義務）
2023年に日本の政党である自由民主党の5派閥における政治資金パーティーをめぐる政治資金収支報告書への過少または不記載をしたこと、および各派閥が所属議員が販売ノルマを超過して集めた分の収入を『裏金』として国会議員にキックバックする運用を、組織的に続けてきた問題がクローズアップされ、国会で質疑が繰り返された。
そんな中、田畑の6月18日に東京都内で開催予定の政治資金パーティーについて、神戸学院大学の上脇博之教授から、案内状にある「ご入金のみ」の記載が「お金だけ払うだと寄付に当たる。これをすべてパーティー収入に入れ込むと、虚偽記載になる。寄付についても書かなかった不記載となり、政治資金規正法違反」と指摘があり、地元マスコミが同日、田畑に質問状を送り説明を求め、連日の報道となった。
6月10日の参議院決算委員会で立憲民主党・社民の村田享子議員が「田畑議員の政治資金パーティーの案内状の「ご入金のみ」記載は、明らかにパーティーの会費ではなく、寄付を呼びかけるものではないか。総務省に見解を伺いたい」と質問。
総務省担当者は「個別の事案が寄付に該当するかは、具体的事実につき判断されるべきもの」と答弁。
これを受けた村田議員は岸田総理に「総務省の見解を踏まえた上で、「ご入金のみ」の場合でもパーティーの対価と考えるか、それとも寄付と考えるか」「この件で田畑議員と話をしているか」と質問。
岸田総理「直接田畑議員と確認していない。総務省から答弁があったように、具体的な事実関係の下で判断させるべき事柄。議員本人が適切な説明責任果たすべき」
村田議員が岸田総理に6月1日付北日本新聞の記事を引用し「田畑議員は「ご入金のみ」の項目を設けたのは・来場できない県内在住者らも配信などを通しセミナー受講できるようにするための対応　・返礼品の代金も含むので寄付を呼びかけるものではない。あくまでパーティーの対価と説明している。納得するか」と質問。
岸田総理は「議員が説明したということだが、それも踏まえて指摘がどう扱われるべきものなのか法律に照らして判断されるべきものと考える」と答弁。
さらに村田議員から総務省に「配信でセミナーを受講するいわゆるオンラインでの形態は政治資金パーティーに該当しないということでよいか」と質問。
総務省担当者からは「人を集めずにオンラインで開催するものは、人を集めて行う会合と解することはできない。難しいと考えている」と答弁がなされた。